# Palijaš
Palijaš je hercegovačko prezime. Dolazi od riječi palija, što znači palica.
Tijekom srednjeg vijeka diljem Europe bili su raširene grupe naoružane palicama zvane palijaši.
Na području Hercegovine i središnjeg dijela današnje Hrvatske (Palijaši, Horvati,Rakov Potok) nastanili su se palijaši koji su naziv svog djelovanja uzeli kao obiteljsko ime, prezime - Palijaš.